# 獅子の里三木バスストップ
獅子の里三木バスストップ（ししのさとみきバスストップ）は、香川県木田郡三木町の高松自動車道上にある高速バス停留所。さぬき三木ICと高松東ICの間に位置する。2007年2月26日に供用を開始した。
三木町のシンボルの1つである獅子舞の獅子を名称につけている(2006年12月27日発表)。ただし、運行事業者の旅客案内上は「高速三木(こうそくみき)」。本バス停の供用開始により、高松市東部や三木町からの利便性が向上した。また、65台分の駐車場が整備されたことで既存バス停(高松中央インターバスターミナルなど)の駐車場の混雑緩和も期待されている。

## 構造
同地区において高松自動車道を構成している盛土の上に設置された高架停留所。側道となる一般道路高松東バイパス上に設置された専用の連絡歩道よりスロープ歩道を昇り停留所の本体に至る構造を持つ。駐車場は高松東バイパス下り線(高松東IC方面行き)に設置されており、高速道路上のバスストップへは押しボタン式横断歩道で連絡されている。下り線バスストップは駐車場より横断歩道を渡った直後のスロープを昇ることになるが、上り線バスストップは横断歩道を渡った後に盛土高架の下に設置されたトンネルの路側帯を通り高松東バイパスの上り線（三木IC方面）側からスロープを昇ることになる。
高速道路上においてはバスストップ用の専用車線によって成立している停留所といえるが、車線の構成距離は短く、むしろ駐車帯や待避所に近いつくりとなっており、その横に路肩として一段高いスペースが取られ簡易の待合室が非常電話とともに設置されている。
かつては本BSを境に、鳴門方面が暫定2車線だった。

## 路線
夜行便
- 「さぬきエクスプレス名古屋」（四国高速バス）
  - 名鉄BS（名鉄名古屋駅）行き
- 「ハローブリッジ号」（四国高速バス・西東京バス）
  - 横浜駅・バスターミナル東京八重洲・バスタ新宿・八王子駅経由京王八王子駅行き
- 「コトバスエクスプレス」（琴平バス）
  - 新宿駅経由東京ディズニーランド行き　
  - 四日市経由名古屋行き　
  - キャナルシティ博多行き　※下り線側から乗車

昼行便
- 「徳島岡山エクスプレス」（徳島バス・両備バス）
  - 岡山駅行き
- 「高松エクスプレス京都号」（JR四国バス・四国高速バス・西日本JRバス・京阪バス）
  - 京都駅行き
- 「高松エクスプレス大阪号」（JR四国バス・西日本JRバス）
  - OCAT（JR難波駅）経由大阪駅、USJ行き
- 「さぬきエクスプレス大阪」（四国高速バス・阪急バス）
  - OCAT（JR難波駅経由阪急梅田、USJ行き
- 「フットバス」（高松エクスプレス）
  - 高速淡路志知、神戸三宮、難波、USJ行き
- 「高松エクスプレス神戸号、さぬきエクスプレス神戸、ハーバーライナー」（JR四国バス・四国高速バス・西日本JRバス・神姫バス）
  - 三宮バスターミナル・新神戸駅行き

一般路線（コミュニティバス）
- 三木町コミュニティバス
  - 町内循環線 北部コース（高速道路上のバスストップではなく駐車場内に設定されている停留所に停車）

## 隣の停留所
高松中央インター - 高速三木 - 高速志度